# Alkoholhalluzinose
Eine Alkoholhalluzinose ist eine Form der Alkoholpsychose und die Folge einer krankhaften Veränderung des Gehirns durch Alkohol. Sie tritt eher selten auf und betrifft überwiegend Männer. Der Betroffene fühlt sich von (halluzinierten) Stimmen beschimpft und malträtiert. Dieses Störungsbild wird im ICD-10 als F10.52 klassifiziert.

## Symptome
Das Krankheitsbild ist gekennzeichnet durch akustische Halluzinationen (Beschimpfungen, Bedrohungen) und eine ängstliche, angespannte Grundstimmung mit Fluchttendenz. Bei der Alkoholhalluzinose treten selten optische, weitaus häufiger akustische Sinnestäuschungen auf, die die Symptome einer Schizophrenie annehmen können. Das klassische Alkoholentzugssymptom (Tremor) fehlt. Der Bewusstseinszustand ist bei der Alkoholhalluzinose in der Regel klar und die Betroffenen haben keine Orientierungsstörungen. Wenn im Rahmen der Halluzinose Verfolgungswahrnehmungen überwiegen, wird auch von einer „Alkoholparanoia“ gesprochen.

## Therapie
Die Therapie ist ein Alkoholentzug unter ärztlicher Aufsicht und eine zusätzliche Entwöhnung und Begleitung (z. B.: psychotherapeutisch, Selbsthilfegruppe). Bei rezidivierendem oder chronischem Verlauf ist die Gabe von Chlordiazepoxid (Benzodiazepin) bzw. generell die Gabe von Neuroleptika (z. B.  Haloperidol oder atypische Neuroleptika) vorgesehen.